# Poptella
Poptella is een geslacht van straalvinnige vissen uit de familie van de karperzalmen (Characidae).

## Soorten
- Poptella brevispina dos Reis, 1989
- Poptella compressa (Günther, 1864)
- Poptella longipinnis (Popta, 1901)
- Poptella paraguayensis (Eigenmann, 1907)